# Mont Hokuchin
Le mont Hokuchin (北鎮岳, Hokuchin-dake) est un dôme de lave situé dans le groupe volcanique Daisetsuzan des monts Ishikari en Hokkaidō au Japon.